# Hesionidae
Gli Eisonidi (Hesionidae Grube, 1850) sono una famiglia di vermi dell'ordine Phyllodocida.
Sono (come quasi tutti i policheti) organismi marini. La maggior parte vive lungo la piattaforma continentale; l'Hesiocaeca methanicola si trova nel ghiaccio metano, dove si nutre di biofilm batterici.